# Кольжатський сільський округ
Кольжа́тський сільський округ (каз. Қолжат ауылдық округі, рос. Кольжатский сельский округ) — адміністративна одиниця у складі Уйгурського району Алматинської області Казахстану. Адміністративний центр — село Кольжат.
Населення — 2244 особи (2021; 2280 у 2009, 2524 у 1999, 2339 у 1989).
Станом на 1989 рік існувала Кольжатська сільська рада (село Кольжат).